# Водянский (Ростовская область)
Водя́нский — хутор в Шолоховском районе Ростовской области России.
Входит в состав Меркуловского сельского поселения.

## География
Расстояние до районного центра с учётом доступа транспортом — 20 км.

## Население
| 2010 |
| ---- |
| 73   |

## Улицы
На хуторе имеются две улицы — Осиновая и Подгорная.